# Joseph-Armand Landry
Pour l’article homonyme, voir Landry.
Joseph-Armand Landry, né le 14 décembre 1918 et mort le 23 mars 1985, est un homme politique canadien.

## Biographie
Né au Québec, il est fonctionnaire, comptable, courtier d'assurance, gérant avant de s'engager en politique.
Après avoir échoué à l'élection fédérale canadienne de 1953, Joseph-Armand Landry devient député du Parti libéral du Canada dans la circonscription fédérale de Dorchester en 1957. Il est battu en 1958.